# Condado de Lincoln (Arkansas)
El condado de Lincoln (en inglés: Lincoln County), fundado en 1871, es un condado del estado estadounidense de Arkansas. En el año 2000 tenía una población de 14 492 habitantes con una densidad poblacional de 9.97 personas por km². La sede del condado es Star City.

## Geografía
Según la Oficina del Censo, el condado tiene un área total de 1481 km² (571,8 mi²), de la cual 1453 km² (561 mi²) es tierra y 28 km² (10,8 mi²) es agua.

### Condados adyacentes
- Condado de Jefferson (norte)
- Condado de Arkansas (noreste)
- Condado de Desha (este)
- Condado de Drew (sur)
- Condado de Cleveland (oeste)

### Ciudades y pueblos
- Gould
- Grady
- Star City

## Mayores autopistas
- U.S. Highway 65
- U.S. Highway 425
- Carretera 11